# Préaux (Mayenne)
 Préaux  es una población y comuna francesa, en la región de Países del Loira, departamento de Mayenne, en el distrito de Château-Gontier y cantón de Grez-en-Bouère.

## Demografía
| 237 | 189 | 160 | 135 | 130 | 156 |
| Para los censos de 1962 a 1999 la población legal corresponde a la población sin duplicidades (Fuente: INSEE [Consultar]) |     |     |     |     |     |